# Pythagoras (vriend van Nero)
Pythagoras was een jongeman uit keizer Nero's entourage.
Nero trouwde ook met hem. De bruiloft was erg emotioneel en alle traditionele aspecten van een huwelijksceremonie waren aanwezig. Nero was de vrouw: hij droeg een rode bruidssluier en er werden auspices gestuurd. Ook was er een grote bruidsschat. Het feest was zelfs compleet met een bruidsbed en bruidsfakkels.

## Voetnoot
1. ↑  Het gaat waarschijnlijk om een Griek en mogelijk om een (ex-)slaaf.

## Antieke bron
- Tacitus, Annales XV 37.4.